# Universität Nordwestchinas

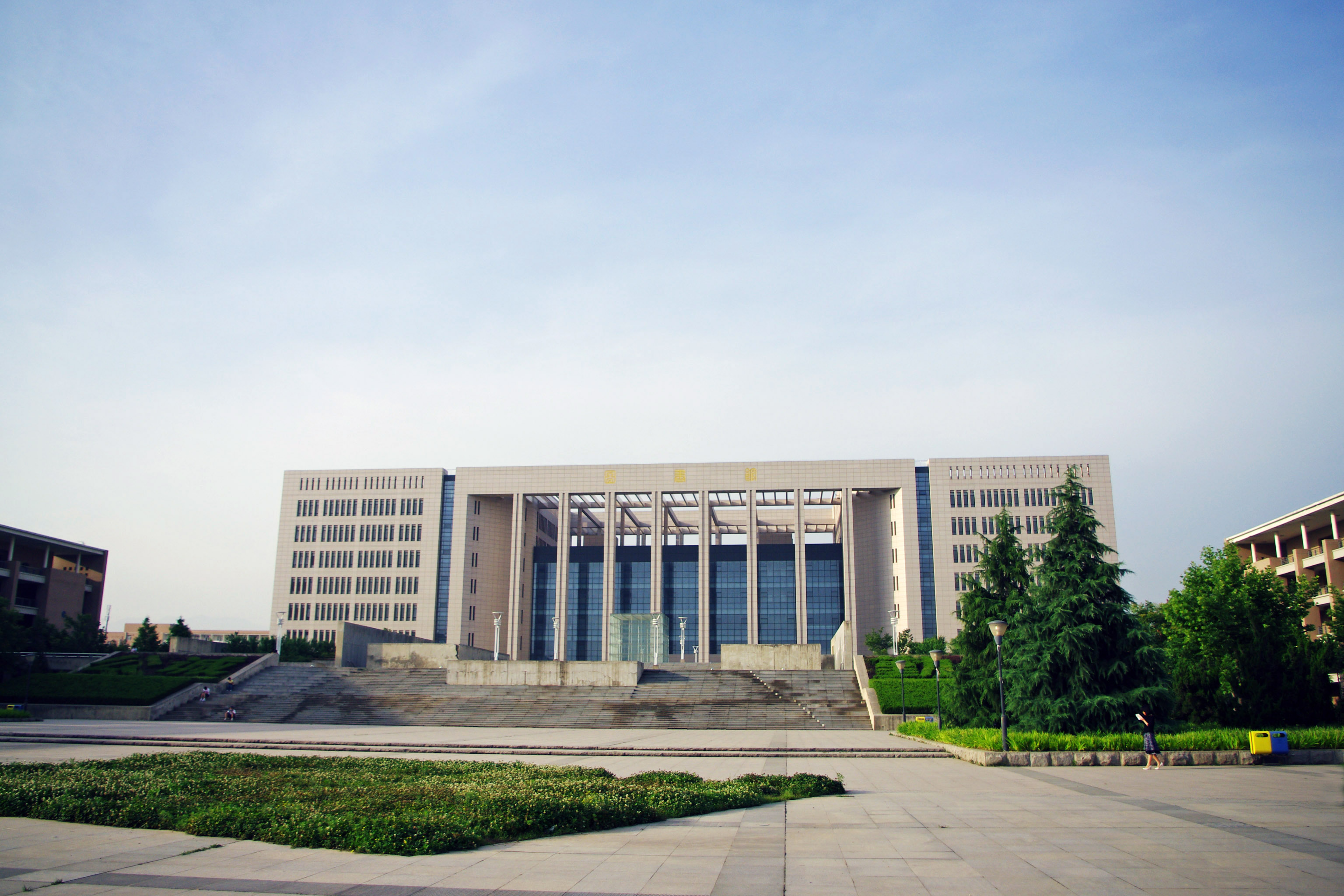
Universität Nordwestchinas, Bibliothek (2011)

Die Universität Nordwestchinas (chinesisch 西北大学, Pinyin Xibei Daxue, englisch Northwest University) befindet sich in der Stadt Xi’an, Provinz Shaanxi, Volksrepublik China. Sie gehört zu den führenden Universitäten Chinas. Mit ihrer Gründung im Jahre 1902 ist sie eine der ältesten Bildungsinstitutionen Nordwestchinas.